# Boinville-le-Gaillard
Boinville-le-Gaillard település Franciaországban, Yvelines megyében. Lakosainak száma 601 fő (2022. január 1.). Boinville-le-Gaillard Ablis, Allainville, Orsonville, Paray-Douaville és Saint-Martin-de-Bréthencourt községekkel határos.

## Népesség
A település népességének változása:
| Lakosok száma | 613  | 611  | 619  | 608  | 607  | 609  | 607  | 604  | 601  |
|               | 2013 | 2015 | 2016 | 2017 | 2018 | 2019 | 2020 | 2021 | 2022 |